# Amauronematus longiserra
Amauronematus longiserra är en stekelart som först beskrevs av Thomson 1862.  Amauronematus longiserra ingår i släktet Amauronematus, och familjen bladsteklar. Arten är reproducerande i Sverige.